# Бортники (Молодечненський район)
Бортники (біл. вёска Бортнікі) — село в складі Молодечненського району Мінської області, Білорусь. Село підпорядковане Олехновицькій сільській раді, розташоване в західній частині області.